# Зарічна Лосевка
Зарі́чна Ло́севка (рос. Заречная Лосевка, ерз. Заречная Лосевка) — присілок у складі Краснослободського району Мордовії, Росія. Входить до складу Новокарьгинського сільського поселення.
Населення — 44 особи (2010; 53 у 2002).
Національний склад (станом на 2002 рік):
- росіяни — 98 %